# PRINCE2
PRINCE2 (acronimo di PRojects IN Controlled Environments) è una metodologia di gestione dei progetti. Riguarda la gestione, controllo e organizzazione di un progetto."PRINCE2" si riferisce alla seconda versione principale di questo metodo ed è un marchio registrato da Axelos.

## Storia
PRINCE2 è derivato da un metodo precedente chiamato PROMPTII, e dal metodo di project management PRINCE, che fu inizialmente sviluppato nel 1989 dalla Central Computer and Telecommunications Agency (CCTA) come standard per il project management dei sistemi informativi (IT) del governo del Regno Unito; comunque, presto fu regolarmente applicato fuori dell'ambiente puramente IT. PRINCE2 fu lanciato nel 1996 come un metodo generico per il project management. PRINCE2 è divenuto sempre più popolare ed è ora uno standard "de facto" per il project management nel Regno Unito. Il suo uso si è ampiamente diffuso al di fuori del Regno Unito in più di 50 Paesi.
La versione più recente è stata distribuita nel 2009 come parte di Prince2:2009 refresh project by the Office of Government Commerce.
PRINCE2:2009 Refresh: dal 2006, il metodo è stato rivisto e lanciato come "PRINCE2:2009 Refresh" il 16 giugno 2009. Il nome  "PRINCE2" (invece di "PRINCE3" o simili) è stato mantenuto ad indicare che il metodo rimane fedele ai suoi principi. Nondimeno, è una revisione fondamentale del metodo del 1996 per adattarlo ai cambiamenti nell'ambiente delle imprese, per rendere il metodo più semplice e "più leggero", per risolvere debolezze o incomprensioni e per meglio integrarlo con altri metodi dell'OGC (ITIL, P3O, P3M3, MSP, M_o_R etc.). La principale differenza tra la versione del 2009 e le precedenti è che ci saranno due manuali: "Managing Successful Projects with PRINCE2 - 2009 Edition" e "Directing Successful Projects with PRINCE2 - 2009 Edition".
Entrambi gli esami Foundation e Practitioner saranno basati sul nuovo manuale "Managing Projects" e non includeranno materiale dal nuovo libro "Directing Successful Projects". Il minimo richiesto per l'esame Foundation rimarrà lo stesso ma il minimo per l'esame Practitioner passa dall'attuale 50% al 55%. L'esame Practitioner sarà anche più breve, da 3 ore a 2.5 ore.

### Vantaggi
PRINCE2 è un approccio strutturato alla gestione dei progetti. Fornisce un metodo per la gestione dei progetti all'interno di una cornice di lavoro chiaramente definita. PRINCE2 descrive procedure per coordinare persone e attività in un progetto, come progettare e supervisionare il progetto, e cosa fare se il progetto ha bisogno di aggiustamenti e se non si sviluppa come pianificato.  Nel metodo ciascun processo è specificato con i suoi input principali, gli output e con specifici obiettivi e attività che devono essere realizzati, che danno un controllo automatico di qualunque deviazione dal piano. Diviso in cicli gestibili, il metodo permette un efficiente controllo delle risorse.  Sulla base di uno stretto monitoraggio il progetto può  essere portato avanti in maniera controllata e organizzata. Essendo un metodo strutturato ampiamente riconosciuto e compreso, PRINCE2 fornisce un linguaggio comune per tutti i partecipanti al progetto. I vari ruoli di gestione e le responsabilità coinvolti nel progetto sono pienamente descritti e sono adattabili per tenere conto della complessità del progetto e le abilità dell'organizzazione.